# Rivière Saint-Augustin
Rivière Saint-Augustin eller St. Augustin River på engelska är ett vattendrag i Kanada.   Det ligger i provinsen Québec, i den östra delen av landet, 1 400 km öster om huvudstaden Ottawa.
Trakten runt Rivière Saint-Augustin är nära nog obefolkad, med mindre än två invånare per kvadratkilometer.